# Eskorbuto
Eskorbuto – hiszpański zespół punkrockowy.

## Historia
Założony został w 1980 na obrzeżach Bilbao – w slumsach Margen Izquierda (Kraj Basków) przez: wokalistę/basistę Juanmę Suáreza i wokalistę/gitarzystę Iosu Expósito. Silne osobowości muzyków (zwłaszcza Expósito), ich nihilistyczna postawa oraz chwytliwe kompozycje spowodowały, że jeszcze przed dokonaniem jakichkolwiek nagrań grupa zyskała uznanie publiczności zarówno w Kraju Basków jak i w pozostałej części Hiszpanii. Debiutanckie nagrania w postaci singla "Mucha policía, poca diversión" ukazały się w 1983. Rok później muzycy nagrali cztery utwory, które ukazały się na splicie dzielonym z zespołem R.I.P..
Pierwszy album Eskizofrenia został nagrany przy pomocy automatu perkusyjnego i wydany w 1984 – w czasie, gdy wokół członków zespołu narosło wiele kontrowersji (m.in. aresztowania, kłopoty z cenzurą), które tylko przysporzyły im popularności.
W 1986 ukazały się trzy wydawnictwa: kaseta magnetofonowa Ya no quedan más cojones, Eskorbuto a las elecciones – zawierająca 6 utworów, drugi album studyjny pt. Anti Todo (w przeciwieństwie do swojego poprzednika nagrany z "żywymi" bębnami) – zawiera bardziej dopracowane utwory i przez wiele osób uważany jest za najlepszy w karierze zespołu oraz nagrania koncertowe Impuesto revolucionario.
W 1987 po wydaniu płyty Los demenciales chicos acelerados popularność Eskorbuto zaczęła stopniowo słabnąć i kolejne albumy Las mas macabras de las vidas (1988) oraz Demasiados enemigos... (1991) nie zdołały jej przywrócić. 
31 maja 1992 w wyniku przedawkowania heroiny w wieku 32 lat zmarł Expósito (jego bratankiem jest piłkarz Unai Expósito). 8 października tego samego roku zmarł na AIDS Suárez (miał 30 lat). Po śmierci Expósito i Suáreza perkusista Pako Galán grający z nimi od 1982 zdecydował działać dalej pod nazwą Eskorbuto. Z różnymi muzykami nagrał jeszcze 3 albumy studyjne: Aki no keda ni dios (1994), Kalaña (1996) oraz Dekadencia (1998). W 1999 grupa zakończyła działalność.

## Muzycy

### Główni członkowie
- Juanma Suárez (właśc. Juan Manuel Suárez Fernández) – śpiew, gitara basowa (1980–1992)
- Iosu Expósito (właśc. Jesús María Expósito López) – śpiew, gitara (1980–1992)
- Pako Galán (właśc. Paco Francisco Galán) – perkusja, śpiew (1982–1999)

### Pozostali członkowie
- Rafael "Kañas" Moriel – perkusja (1980)
- Layky – gitara basowa (1980–1981)
- Seni – gitara basowa (1982)
- Gugu – perkusja (1981–1982)
- Garlopa – gitara (1993–1999).
- Urko Igartiburu – śpiew, gitara (1993–1995).
- Iñaki "Gato" – śpiew, gitara basowa (1993–1995), gitara (1991).
- Sergio – śpiew (1995–1999).
- Alí – gitara basowa (1995–1999).
- Miguel – gitara basowa (1995–1999)

## Dyskografia

### Albumy studyjne
- Eskizofrenia (1984)
- Anti Todo (1986)
- Ya no quedan más cojones, Eskorbuto a las elecciones (1986) (kaseta magnetofonowa)
- Los demenciales chicos acelerados (1987)
- Las mas macabras de las vidas (1988)
- Demasiados enemigos... (1991)
- Aki no keda ni dios (1994)
- Kalaña (1996)
- Dekadencia (1998)

### Albumy koncertowe
- Impuesto revolucionario (1986)

### Single
- "Mucha policía, poca diversión" (1983) – utwory: "Mucha policía, poca diversión", "Enterrado vivo" i "Mi degeneración"
- "Eskorbuto al parlamento" (1986) – utwory: "Ya no quedan mas cojones Eskorbuto a las elecciones" i "La sangre, los polvos, los muertos"
- "Los demenciales chicos acelerados" (1987) – utwory: "Paz primero la guerra", "Los demenciales chicos acelerados" i "No es facil"

### Splity
- Zona especial norte (1984) – split z zespołem R.I.P.